# Ghosts Can't Do It
Ghosts Can't Do It is een Amerikaanse film uit 1989 geregisseerd door John Derek met in de hoofdrol Bo Derek. Het is de vierde en laatste film die ze samen maakte, na Fantasies, Tarzan, the Ape Man en Bolero, en tevens de laatste film die John Derek maakte voor zijn overlijden in 1998.

## Plot
Een vrouw moet een jonge man zoeken die de geest van haar overleden man kan overnemen.

## Ontvangst
De film ontving erg slechte recensies. De film won vier Razzies onder andere voor slechtste film (samen met The Adventures of Ford Fairlane), slechtste regie, slechtste actrice en slechtste mannelijke bijrol (voor Donald Trump).

## Rolverdeling
| Acteur        | Personage          |
| ------------- | ------------------ |
| Bo Derek      | Katie Scott-O'Dare |
| Anthony Quinn | Scott              |
| Leo Damian    | Fausto             |
| Julie Newmar  | Angel              |
| Don Murray    | Winston            |
| Donald Trump  | zichzelf           |